# Teatro da Universidade Técnica

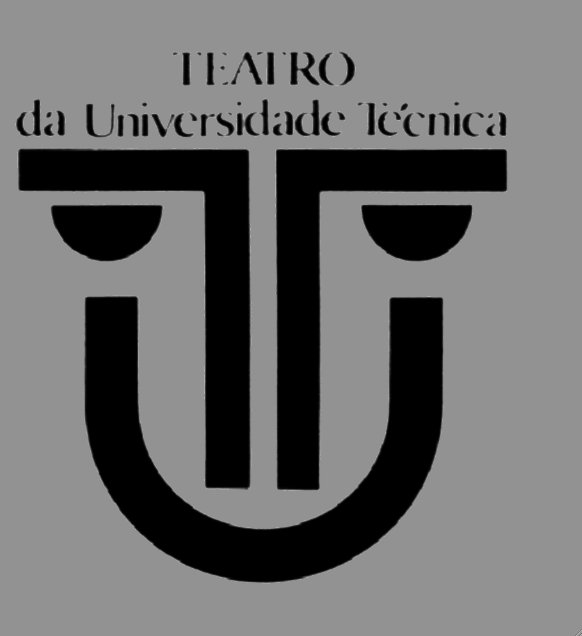
Logotipo del TUT.

El TUT (Teatro da Universidade Técnica de Lisboa) es una compañía de teatro universitario dependiente actualmente de la Universidad de Lisboa.

## Características y trayectoria
Se trata de una agrupación teatral fundada en octubre de 1981 por el profesor Jorge Listopad a petición del entonces rector de la Universidad Técnica de Lisboa, Eduardo Arantes e Oliveira. El actual director artístico es el actor y director Júlio Martín da Fonseca.
A lo largo de su historia, ha ido representado textos de diferentes autores tanto portugueses (Gil Vicente, Almada Negreiros) como extranjeros. Ha recibido tres premios de la Asociación Portuguesa de Críticos de Teatro y ha participado en diferentes festivales de teatro universitarios, tanto portugueses (FATAL) como extranjeros (MITEU).
Cabe destacar que el grupo no solo está compuesto por estudiantes sino también por profesores, estudiantes erasmus e investigadores.

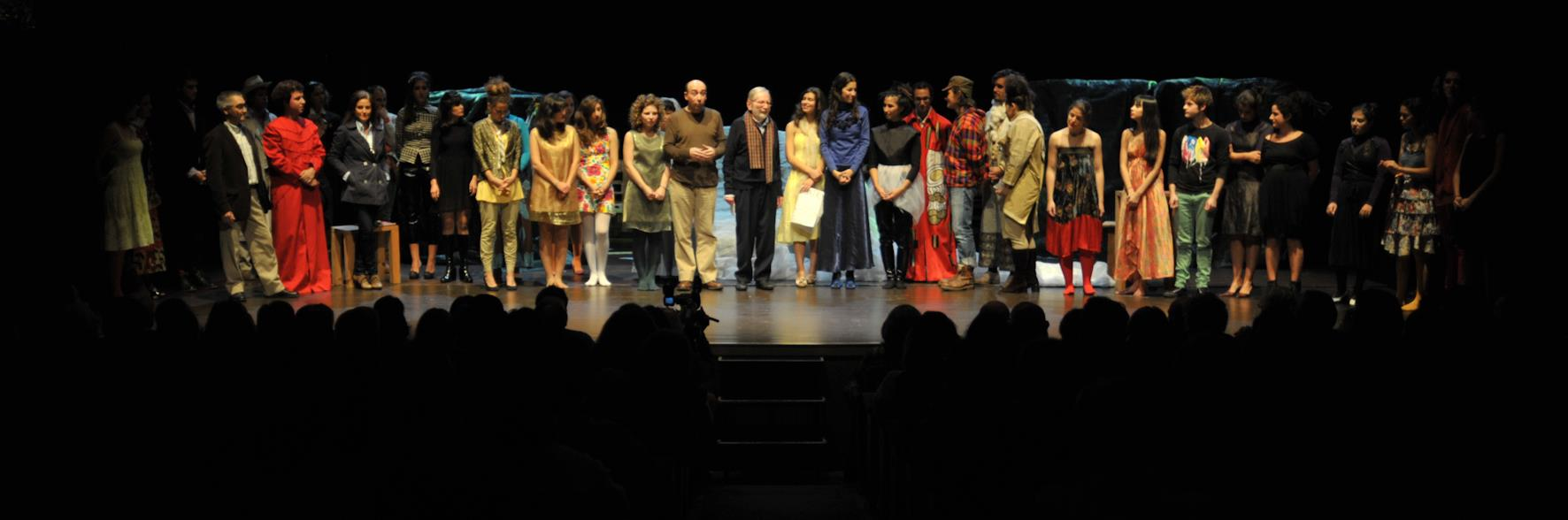
Conmemoración por los 30 años del TUT. Teatro da Trindade, noviembre de 2011.